# Parthenay
Pour les articles homonymes, voir Parthenay (homonymie).
 (août 2016).
 (août 2016).
Parthenay est une commune française située dans le département des Deux-Sèvres, dont elle est l'une des deux sous-préfectures (avec Bressuire), en région Nouvelle-Aquitaine.
Les habitants s'appellent les Parthenaisiens.

## Géographie

Représentations cartographiques de la commune
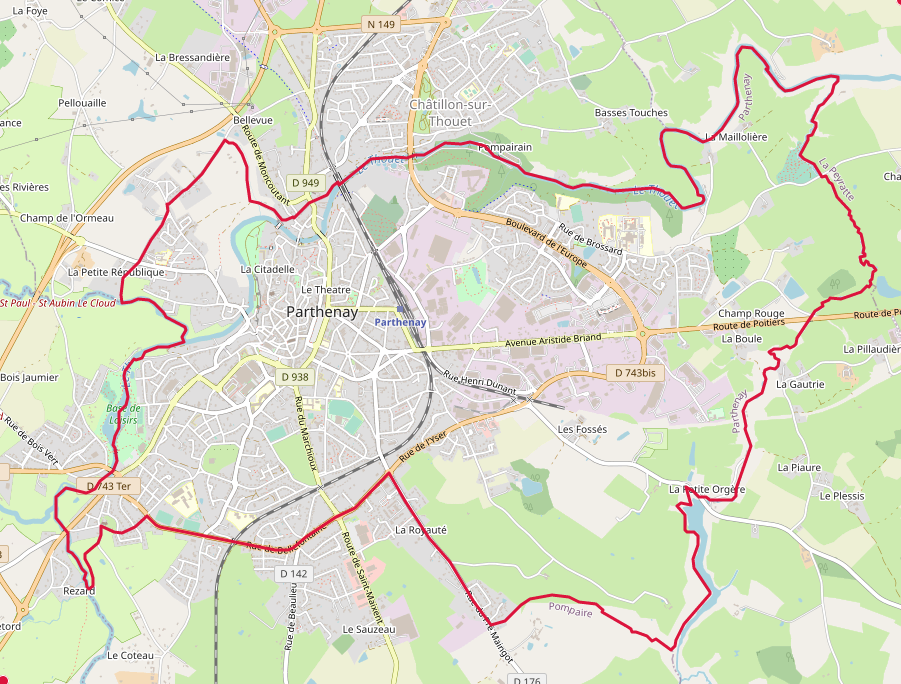
Carte OpenStreetMap.
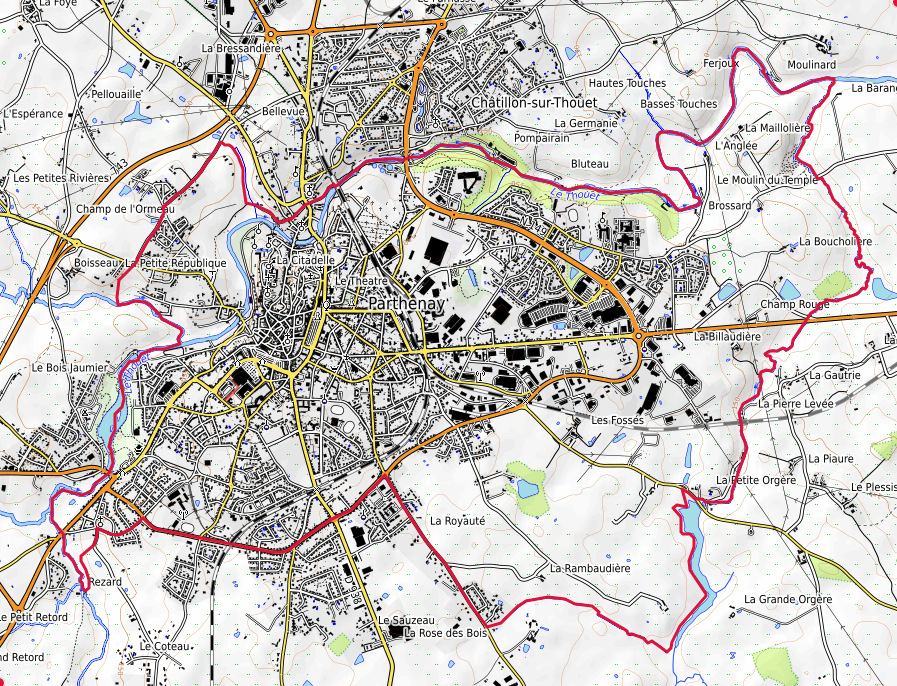
Carte topographique.

### Localisation

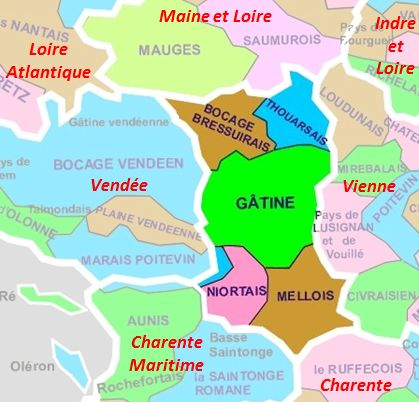
Région naturelle de la Gâtine de Parthenay.

Parthenay est située (par la route) entre 30 et 40 minutes des villes de Thouars, Niort, Bressuire. Les grandes agglomérations les plus proches sont Poitiers, Nantes, Angers, La Rochelle et Bordeaux, capitale de la Région.
Parthenay est considérée comme la capitale de la Gâtine poitevine, pays bocager, qui occupe le tiers central du département des Deux-Sèvres.
Le site de Parthenay se trouve dans une boucle du Thouet, la ville médiévale étant bâtie sur l’éperon qui offre un site défensif.
La citadelle, ouverte par la porte fortifiée Saint-Jacques et toujours enceinte de ses remparts, occupe un éperon rocheux qui domine cette rivière. Il demeure également de nombreux vestiges de l'enceinte extérieure et l'une de ses portes (la porte Saint-Jacques) est toujours debout. En contrebas des remparts se trouve une prairie inondable, la Prée.
Plus en aval, une partie du cours d'eau a été aménagée pour abriter une base de loisirs.
La ville du Moyen Âge et des temps modernes comprenait la citadelle, le quartier de la Vau Saint-Jacques (ou basse ville), le plateau Saint-Laurent (actuelles rues piétonnes et commerçantes), ainsi que quelques faubourgs à chaque porte de ville (Saint-Paul, Saint-Jacques, Sépulcre, Marchioux, Bourg Belais) et enfin le bourg de Parthenay-le-Vieux, longtemps isolé du reste de l'agglomération.
L'urbanisation a repris fin XIXe siècle, d'abord dans le quartier de la gare.
Après guerre, la construction de lotissements à l'ouest de la ville a permis de relier le bourg de Parthenay-le-Vieux.
Dans les années 1970, une zone d'aménagement concerté s'est développée de part et d'autre de la rocade est, qui a été ouverte à cette époque, avec implantation d'un hypermarché et du nouvel hôpital.
Ce n'est qu'en 2003 qu'a été ouverte la rocade Ouest. La ville compte relativement peu de résidences collectives. La campagne est très proche. L'agglomération dispose de zones industrielles et commerciales, une ZI route de Bressuire (sur la commune de Châtillon-sur-Thouet qui touche Parthenay) et route de Poitiers. Un hypermarché est établi à proximité immédiate du centre-ville, à l'emplacement de l'ancienne caserne Allard, ce qui constitue une particularité de l'urbanisme local.

### Communes limitrophes
La commune de Parthenay est limitrophe des communes suivantes :

### Climat
Le climat qui caractérise la commune est qualifié, en 2010, de « climat océanique altéré », selon la typologie des climats de la France, qui compte alors huit grands types de climats en métropole. En 2020, la commune ressort du même type de climat dans la classification établie par Météo-France, qui ne compte désormais, en première approche, que cinq grands types de climats en métropole. Il s’agit d’une zone de transition entre le climat océanique, le climat de montagne et le climat semi-continental. Les écarts de température entre hiver et été augmentent avec l'éloignement de la mer. La pluviométrie est plus faible qu'en bord de mer, sauf aux abords des reliefs.
Les paramètres climatiques qui ont permis d’établir la typologie de 2010 comportent six variables pour les températures et huit pour les précipitations, dont les valeurs correspondent à la normale 1971-2000. Les sept principales variables caractérisant la commune sont présentées dans l'encadré ci-après.
| Paramètres climatiques communaux sur la période 1971-2000 - Moyenne annuelle de température : 11,4 °C - Nombre de jours avec une température inférieure à −5 °C : 2,4 j - Nombre de jours avec une température supérieure à 30 °C : 4,7 j - Amplitude thermique annuelle : 14,8 °C - Cumuls annuels de précipitation : 866 mm - Nombre de jours de précipitation en janvier : 12,8 j - Nombre de jours de précipitation en juillet : 7,1 j |

Avec le changement climatique, ces variables ont évolué. Une étude réalisée en 2014 par la Direction générale de l'Énergie et du Climat complétée par des études régionales prévoit en effet que la  température moyenne devrait croître et la pluviométrie moyenne baisser, avec toutefois de fortes variations régionales. La station météorologique de Météo-France installée sur la commune et mise en service en 1948 permet de connaître en continu l'évolution des indicateurs météorologiques. Le tableau détaillé pour la période 1981-2010 est présenté ci-après.
| Mois                                  | jan.             | fév.           | mars           | avril         | mai             | juin          | jui.          | août           | sep.          | oct.            | nov.            | déc.             | année      |
| ------------------------------------- | ---------------- | -------------- | -------------- | ------------- | --------------- | ------------- | ------------- | -------------- | ------------- | --------------- | --------------- | ---------------- | ---------- |
| Température minimale moyenne (°C)     | 2,1              | 2,2            | 3,5            | 5,5           | 9               | 11,8          | 13,5          | 13,4           | 10,1          | 8,4             | 4,4             | 2,3              | 7,2        |
| Température moyenne (°C)              | 5,1              | 6              | 8,3            | 10,8          | 14,6            | 18,2          | 20            | 19,9           | 16,3          | 12,9            | 7,9             | 5,2              | 12,1       |
| Température maximale moyenne (°C)     | 8,1              | 9,8            | 13,2           | 16,1          | 20,2            | 24,5          | 26,4          | 26,5           | 22,4          | 17,4            | 11,5            | 8,1              | 17,1       |
| Record de froid (°C) date du record   | −11,8 02.01.1997 | −10,1 12.02.12 | −11,9 01.03.05 | −3,4 08.04.21 | −1,7 14.05.1995 | 3,7 03.06.06  | 5,7 10.07.04  | 5,1 29.08.1998 | 1,4 20.09.12  | −3,2 30.10.1997 | −9,7 22.11.1993 | −11,2 31.12.1996 | −11,9 2005 |
| Record de chaleur (°C) date du record | 17,2 24.01.16    | 22,9 27.02.19  | 25,5 20.03.05  | 29,1 30.04.05 | 32,6 29.05.01   | 38,2 27.06.19 | 39,4 23.07.19 | 41,3 06.08.03  | 35,2 03.09.05 | 30,3 02.10.11   | 21,7 08.11.15   | 18,3 07.12.00    | 41,3 2003  |
| Précipitations (mm)                   | 95,7             | 63,3           | 61,5           | 69,4          | 64,3            | 47,6          | 50,8          | 48,8           | 61            | 96,2            | 90,5            | 94               | 843,1      |

## Urbanisme

### Typologie
Au 1er janvier 2024, Parthenay est catégorisée petite ville, selon la nouvelle grille communale de densité à sept niveaux définie par l'Insee en 2022. Elle appartient à l'unité urbaine de Parthenay, une agglomération intra-départementale regroupant cinq  communes, dont elle est ville-centre,,. Par ailleurs, la commune fait partie de l'aire d'attraction de Parthenay, dont elle est la commune-centre,. Cette aire, qui regroupe 26 communes, est catégorisée dans les aires de moins de 50 000 habitants,.

### Occupation des sols
L'occupation des sols de la commune, telle qu'elle ressort de la base de données européenne d’occupation biophysique des sols Corine Land Cover (CLC), est marquée par l'importance des territoires artificialisés (58,1 % en 2018), en augmentation par rapport à 1990 (52,3 %). La répartition détaillée en 2018 est la suivante : zones urbanisées (43,1 %), zones agricoles hétérogènes (22,3 %), prairies (17,4 %), zones industrielles ou commerciales et réseaux de communication (15,1 %), forêts (2,1 %). L'évolution de l’occupation des sols de la commune et de ses infrastructures peut être observée sur les différentes représentations cartographiques du territoire : la carte de Cassini (XVIIIe siècle), la carte d'état-major (1820-1866) et les cartes ou photos aériennes de l'IGN pour la période actuelle (1950 à aujourd'hui).

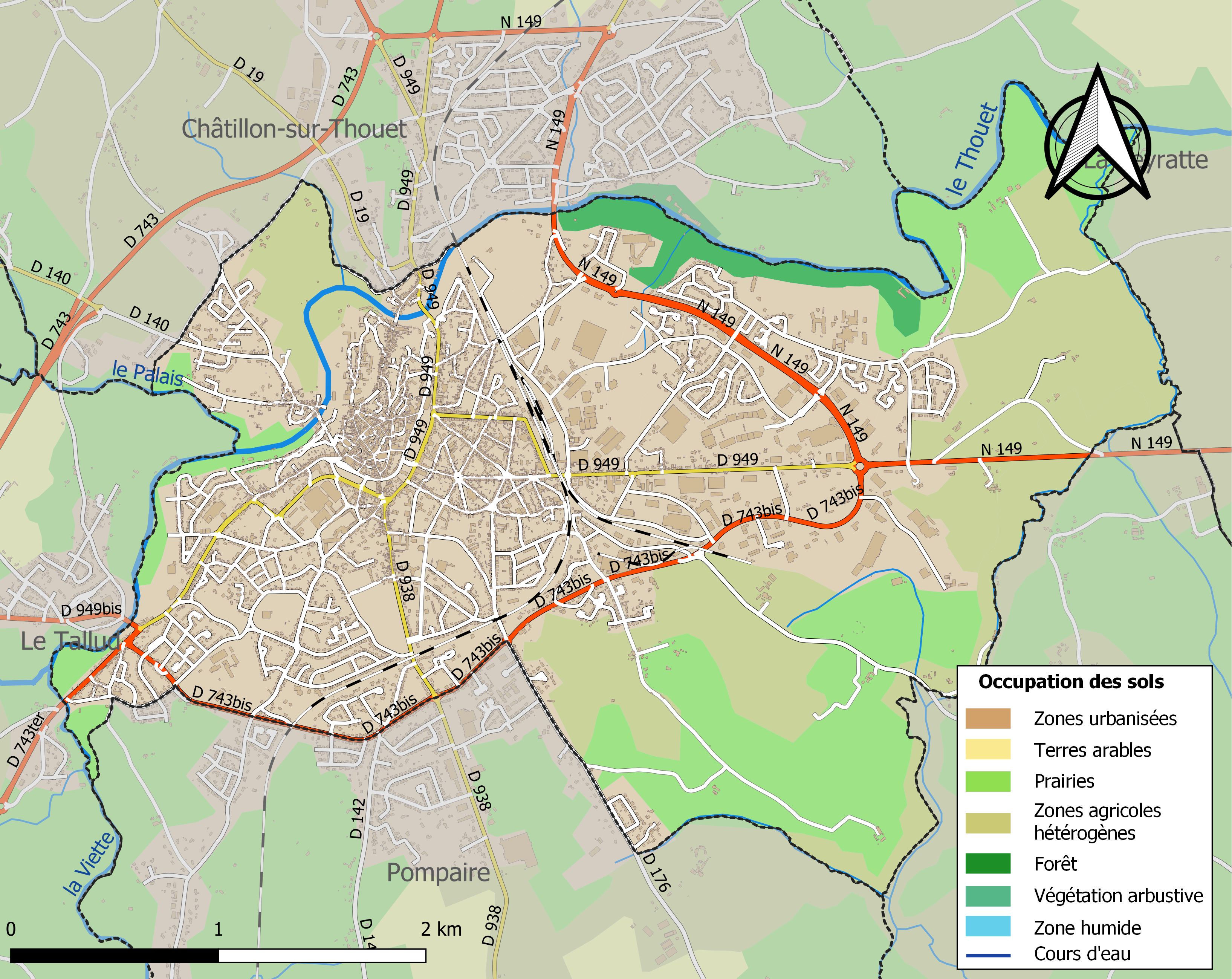
Carte des infrastructures et de l'occupation des sols de la commune en 2018 (CLC).

### Risques majeurs
Le territoire de la commune de Parthenay est vulnérable à différents aléas naturels : météorologiques (tempête, orage, neige, grand froid, canicule ou sécheresse), inondations, mouvements de terrains et séisme (sismicité modérée). Il est également exposé à un risque technologique, le transport de matières dangereuses, et à un risque particulier : le risque de radon. Un site publié par le BRGM permet d'évaluer simplement et rapidement les risques d'un bien localisé : soit par son adresse, soit par le numéro de sa parcelle.

#### Risques naturels
Certaines parties du territoire communal sont susceptibles d’être affectées par le risque d’inondation par débordement de cours d'eau, notamment le Thouet, la Viette et le Palais. La commune a été reconnue en état de catastrophe naturelle au titre des dommages causés par les inondations et coulées de boue survenues en 1982, 1983, 1992, 1995, 1999, 2010 et 2018,. Le risque inondation est pris en compte dans l'aménagement du territoire de la commune par le biais du plan de prévention des risques inondation (PPRI) de la « Vallée du Thouet », approuvé le 13 novembre 2008, dont le périmètre regroupe 22 communes.

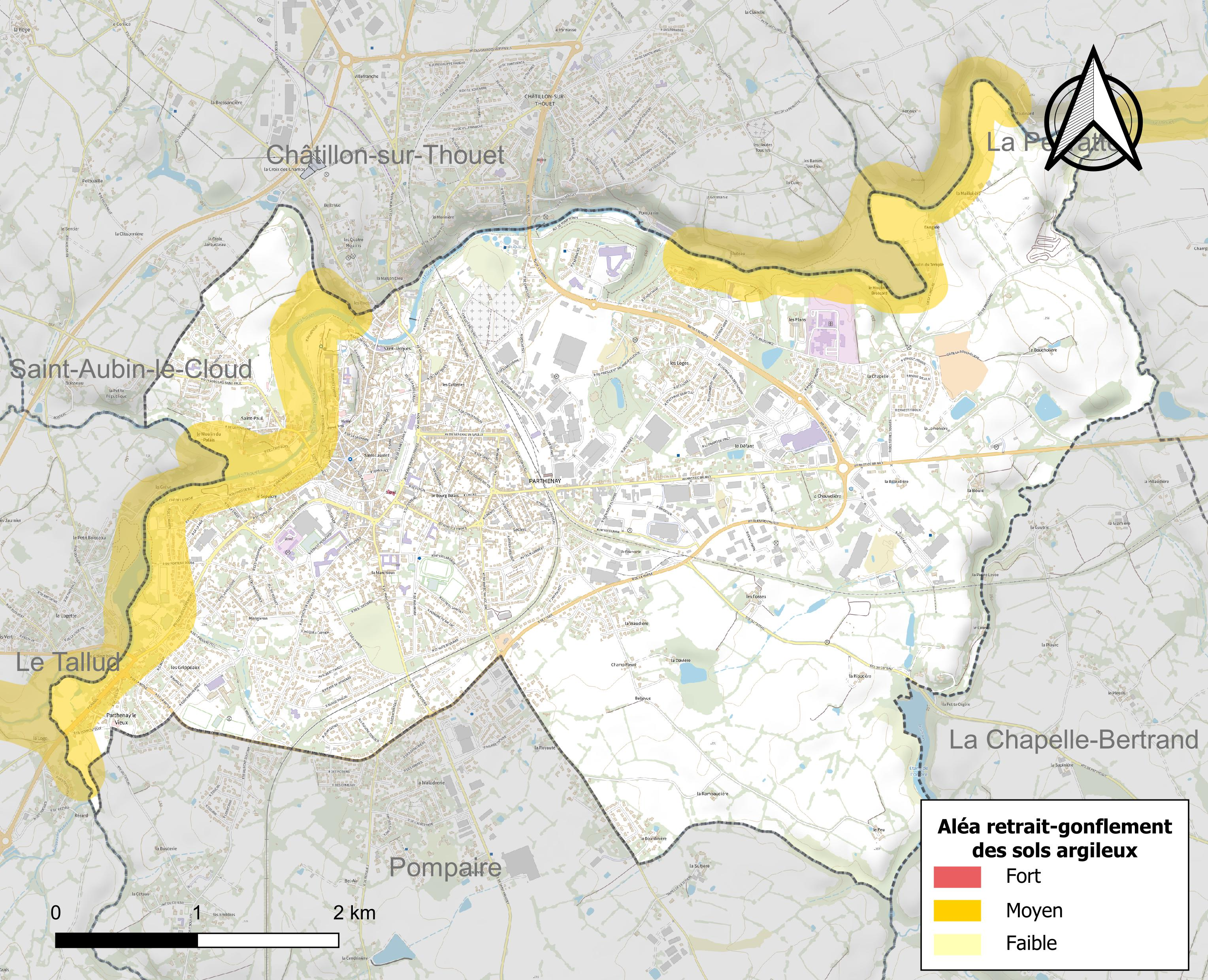
Carte des zones d'aléa retrait-gonflement des sols argileux de Parthenay.

Les mouvements de terrains susceptibles de se produire sur la commune sont des tassements différentiels. Le retrait-gonflement des sols argileux est susceptible d'engendrer des dommages importants aux bâtiments en cas d’alternance de périodes de sécheresse et de pluie. 9,9 % de la superficie communale est en aléa moyen ou fort (54,9 % au niveau départemental et 48,5 % au niveau national). Depuis le 1er octobre 2020, en application de la loi ELAN, différentes contraintes s'imposent aux vendeurs, maîtres d'ouvrages ou constructeurs de biens situés dans une zone classée en aléa moyen ou fort,.
La commune a été reconnue en état de catastrophe naturelle au titre des dommages causés par des mouvements de terrain en 1999 et 2010.

#### Risque particulier
Dans plusieurs parties du territoire national, le radon, accumulé dans certains logements ou autres locaux, peut constituer une source significative d’exposition de la population aux rayonnements ionisants. Selon la classification de 2018, la commune de Parthenay est classée en zone 3, à savoir zone à potentiel radon significatif.

## Histoire

### Moyen Âge

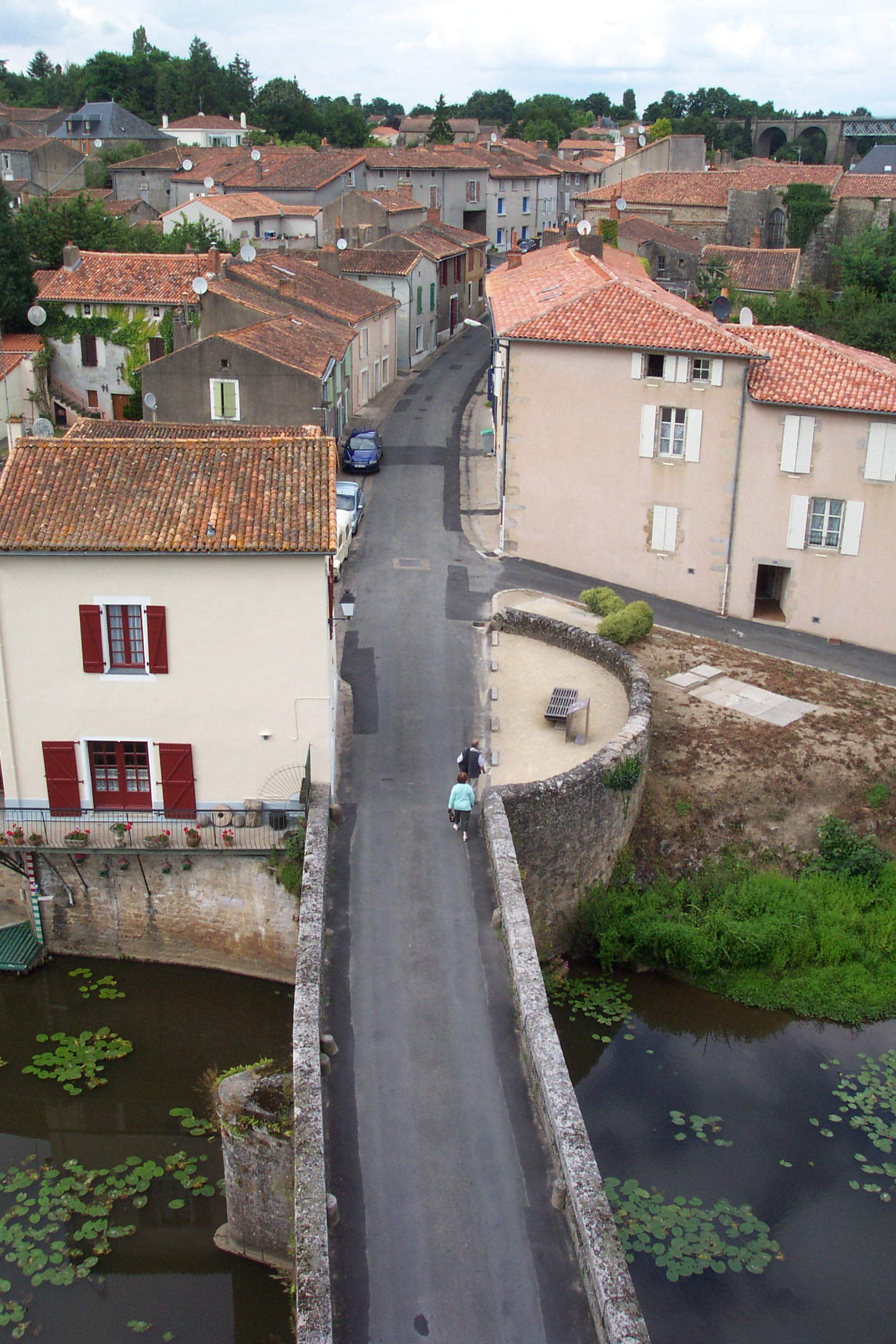
Faubourg Saint-Jacques.

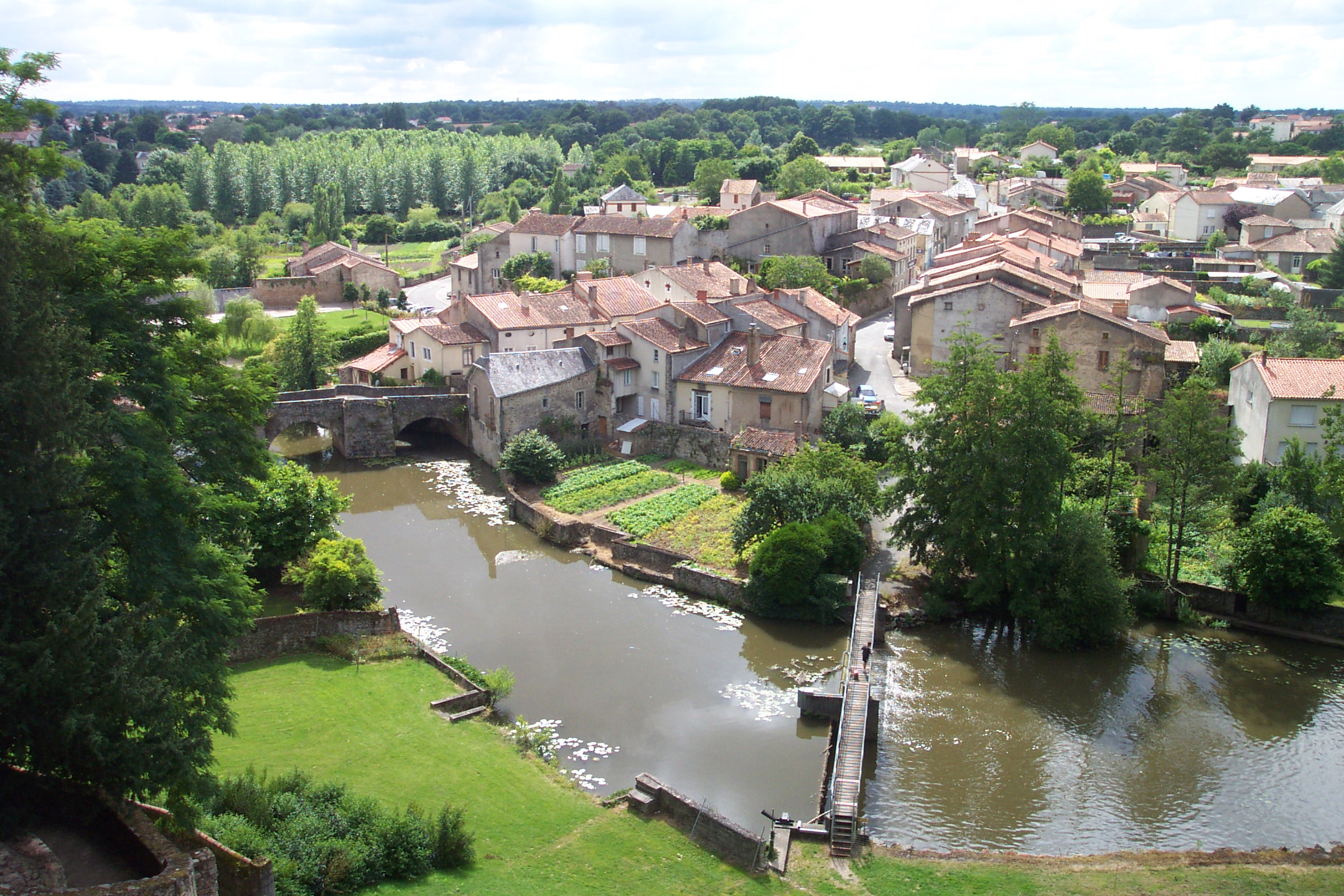
Faubourg Saint-Paul.

Le nom de Partenay apparaît au début du XIe siècle et désigne alors peut-être l'actuel village de Parthenay-le-Vieux[réf. nécessaire]. Il n'y a pas trace d'importantes occupations humaines antérieures au Moyen Âge et il est probable que Parthenay soit née en même temps que son château, un peu avant 1012.
La première dynastie de seigneurs locaux est dite des « Parthenay L'archevêque », car elle s'enorgueillissait d'avoir un ancêtre archevêque de Bordeaux. Ces seigneurs, vassaux des comtes de Poitiers, deviennent au XIe siècle de puissants barons, contrôlant la Gâtine par la fondation de châteaux, d’églises et le contrôle des bourgs. Ils s’allient aux comtes d’Anjou, l’ennemi de leur suzerain, ce qui leur permit de se révolter souvent contre leurs suzerains, les comtes de Poitiers, puis contre les rois de France ou d’Angleterre.
Dans la seconde moitié du XIe siècle, les comtes-ducs de Poitiers concèdent des franchises aux bourgs qui entourent Parthenay : Saint-Pierre et Saint-Paul (abandon des droits seigneuriaux et du droit de service armé).
C'est à Parthenay que se déroula la rencontre entre saint Bernard et le duc d'Aquitaine Guillaume X qui reconnaissait alors un antipape et finit par se convertir.
La cité devient un lieu de passage d'une route secondaire du pèlerinage de Saint-Jacques-de-Compostelle, qui rejoignait la via Turonensis plus au sud, après être passée par Niort. C'est pour cette raison que la porte fortifiée du nord est appelée porte Saint-Jacques, et bénéficie d’un traitement prestigieux. La principale artère de la ville au Moyen Âge était la rue de la Vau Saint-Jacques (on y trouve toujours un ensemble de maisons à pans de bois de la fin du Moyen Âge) qui menait à la porte de la citadelle, entrée de la deuxième enceinte fortifiée. Au bout de cet éperon rocheux dominant le Thouet se trouvait le château des seigneurs de Parthenay.
En 1202, le baron de Parthenay apporte son soutien à Jean sans Terre dans sa lutte contre le roi de France, Philippe Auguste. Le roi d’Angleterre verse d’importantes aides à son allié pour qu’il renforce les fortifications de ses châteaux, mais cela n’empêche pas la prise de la ville en 1207 par Philippe Auguste,.
En 1214, l’armée anglaise se rassemble à Parthenay avant d’entrer en campagne contre le roi de France ; et après la défaite de Jean sans Terre à la bataille de Bouvines, c’est encore à Parthenay que la trêve est signée entre l’Anglais et le Français. Les barons de Parthenay continuent de recevoir des subsides des rois d’Angleterre. Et en 1242, le roi d’Angleterre fournit brièvement une garnison à son allié.
Près d’un siècle plus tard, les subventions du roi d’Angleterre reprennent au début de la guerre de Cent Ans, et les travaux effectués à ce moment permettent à la place forte de résister victorieusement pendant quatre mois au siège du dauphin Charles (1419).
En 1423, Jacques de Montgomery, capitaine de routiers, est tué en essayant de piller la ville.
Le connétable de France, Arthur de Richemont, reçoit la seigneurie de Parthenay en 1427. La population de la ville est très rapidement hostile au nouveau gouverneur qui fait renforcer les défenses du château côté ville. Il adapte également les fortifications de la ville à l’artillerie par l’édification d’un boulevard d'artillerie.
Les fortifications de la ville sont démantelées par les bosons du roi de France en 1465.
Dunois est chargé de renforcer les fortifications de la ville en 1480, mais se range du côté des princes révoltés lors de la guerre folle. Le 30 mars 1486[réf. nécessaire], la ville est prise par l’armée royale et ses fortifications de la ville démantelées. La comtesse de Dunois obtient cependant en 1492 de pouvoir les reconstruire en les modernisant avec des tours d’artillerie : les travaux durent jusqu’en 1523.
Sous l'Ancien Régime, la petite ville compta de nombreuses paroisses : Sainte-Croix, Notre-Dame-de-la-Couldre (dans l'enceinte de la Citadelle), Saint-Laurent, Saint-Jean, Saint-Jacques, Saint-Paul, Saint-Pierre de Parthenay-le-Vieux (créée au début du XIIe siècle par les casadéens), et le Sépulcre. Il faut aussi ajouter le couvent des Cordeliers, la Maison-Dieu et la Maladrerie. Des faubourgs s'édifièrent autour de ces établissements religieux.

### Époque moderne
Pendant les guerres de Religion, la ville est assiégée et incendiée en 1562 et 1568.
Les ducs de La Meilleraye, cousins de Richelieu, furent seigneurs de Parthenay aux XVIIe et XVIIIe siècles. L'un d'entre eux refonda l'hôpital de Parthenay et résida dans son château de la Meilleraye (commune de Beaulieu-sous-Parthenay). Le château, abandonné, sert alors de carrière de pierres.
À la Révolution, Parthenay faillit être choisi comme chef-lieu du département des Deux-Sèvres, mais ce privilège revint finalement à Niort. Bleus et blancs se disputèrent le contrôle de la ville, qui prit cependant le parti des Républicains.

### XIXeetXXesiècles

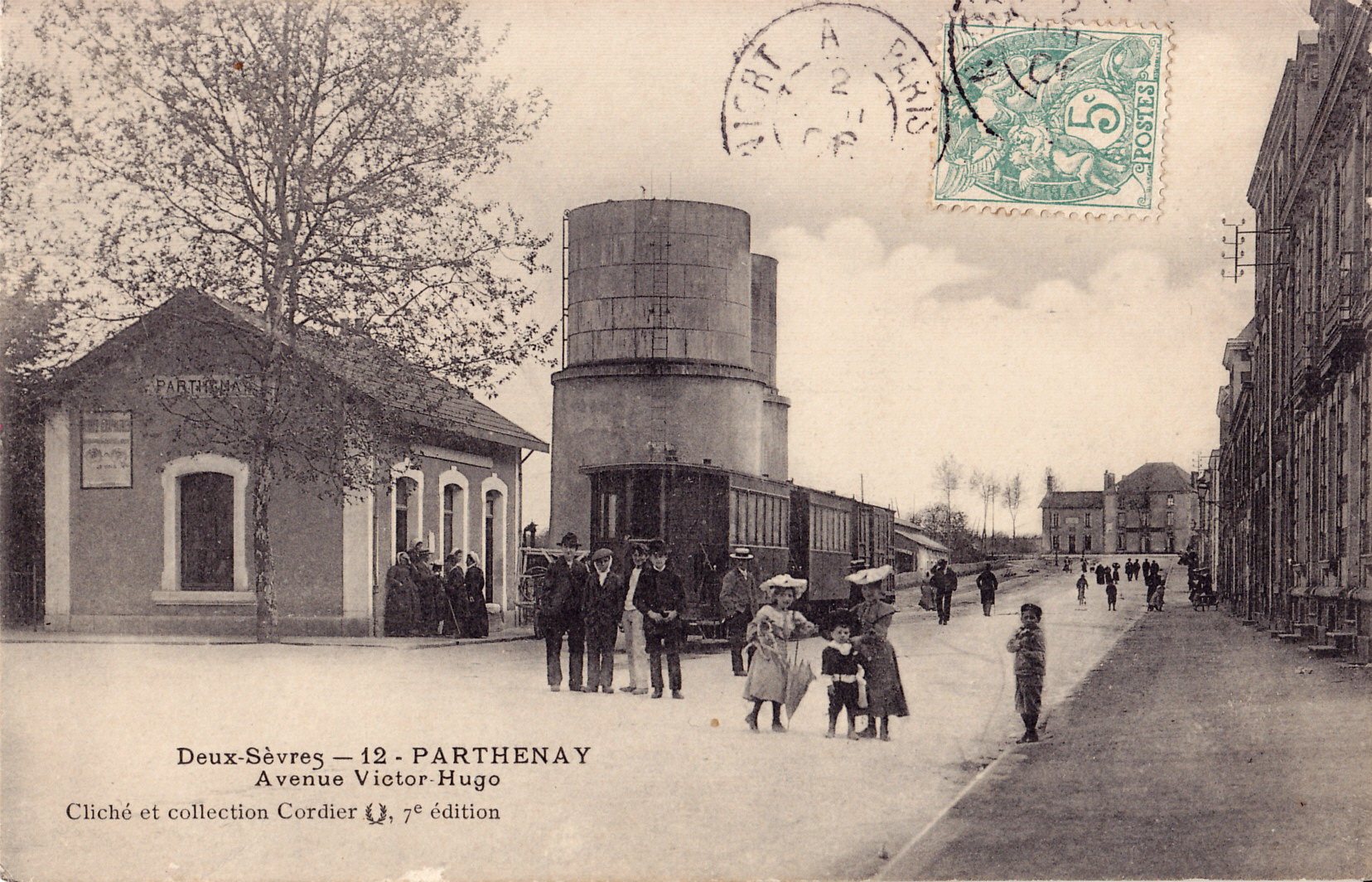
La gare, avenue Victor-Hugo vers 1906.

L’économie locale est dominée dans les temps anciens par le textile, le travail du cuir (tanneries du faubourg Saint-Paul) et le commerce des bestiaux (marché important le mercredi). À la fin du XIXe siècle, la production de faïences est reconnue. Un pôle d’industries mécaniques s’établit par la suite dans la sous-préfecture.
Au XIXe siècle, des modifications urbanistiques importantes ont lieu : terrassements à l’emplacement de ce qui reste du château (même si deux tours restent debout), démolitions de portes fortifiées et d’une partie des remparts, aménagement de la place principale dite du Drapeau. Construction d’un nouveau quartier autour de la gare, arrivée du chemin de fer un peu tardivement en 1882, mais qui va permettre le développement de l’industrie familiale (briqueterie Ayrault, pâtes Panzani, négoce de bétails, travail du bois, agro-alimentaire, acier…). Les livraisons et les expéditions par le rail sont importantes jusque dans les années 1970, la ville étant reliée à Nantes via Cholet et Bressuire, Angers via Saumur et Thouars, La Rochelle via Niort et enfin Poitiers.
La région accueille en mai et juin 1940 les recrues de la 2e division polonaise de chasseurs. L'état-major est situé à Parthenay et le camp de base est à Airvault. Cette unité (16 000 hommes environ) participa sous commandement opérationnel français aux combats de juin 1940 et finit internée en Suisse où elle s'était réfugiée.
De nos jours, l’activité ferroviaire de Parthenay est quasiment inexistante sans ligne voyageurs depuis le début des années 1980 et avec quelques rares trains de fret sur la seule ligne encore en état : Niort-Thouars que des passionnés tentent d’ailleurs de faire revivre dans une perspective de liaison nord-sud et d’autoroute ferroviaire, cette ligne étant un tronçon de l'ancienne ligne Paris / Bordeaux par le rail via Saumur et Saintes.
La ville accueillit l’École normale des instituteurs du département où enseigna notamment Ernest Pérochon, futur prix Goncourt, école qui fut transférée à Niort et remplacée par le collège du Marchioux dans les années 1970.
Depuis 1945, l’extension urbaine continue et la ville se dote d’équipements et d’infrastructures (Palais des Congrès, base de loisirs, piscines, déménagements du Champ de foire puis de l’hôpital, campus des métiers, rocade de contournement). Capitale du petit pays de Gâtine, la ville souffre de la crise industrielle et du vieillissement de la population de son pays rural. De nombreuses places commerciales sont à l'abandon. Le vieux centre souffre également du développement important de la ZAC des Loges en périphérie sur laquelle sont implantées autour d’un hypermarché une dizaine d'enseignes.
Elle se lance cependant dans l’innovation technologique et l’administration électronique, projets financés à l’origine par des programmes européens. Elle cherche aussi à préserver et valoriser son riche patrimoine historique et monumental.

## Héraldique
| Blason | Blasonnement : Burelé d'argent et d'azur, à la bande de gueules brochant sur le tout Commentaires : Ces armes étaient celles des seigneurs de Parthenay. |

## Politique et administration

### Tendances politiques et résultats
Élections municipales
Si l'on se réfère à l'histoire politique récente de Parthenay, on peut distinguer deux périodes : de 1965 à 2001, Parthenay s'inscrit dans une mouvance de gauche. Les maires Armand Jubien (1965-1979) et Michel Hervé (1979-2001) portent l'étiquette politique PS.
En 2001, un changement de tendance politique s'opère. Xavier Argenton devient maire de Parthenay et s’inscrit davantage dans une mouvance de droite (Divers droite et Nouveau Centre). On note toutefois lors des élections municipales de 2014 l'émergence du mouvement « sans étiquette » (affilié aux diverses gauches), reconquête qui rebat les cartes du jeu politique parthenaisien en plaçant Xavier Argenton en ballottage. Toutefois, l'absence d'union entre la candidate du parti socialiste Françoise Bély (26,08 % au premier tour) et la tête de liste du mouvement Reconquête Anne-Laure Blouin (25,15 %) donne un troisième mandat au maire sortant Xavier Argenton obtenant à l'issue du second tour 58,10 % des suffrages.
Élections départementales et régionales
À une autre échelle, on observe également une tendance à l'alternance entre droite et gauche. En 2008, l'Union des Deux-Sèvres, regroupant l'UMP (aujourd'hui Les Républicains), l'UDI et le Modem, avait perdu le département au profit du PS et EELV. En 2015, la droite remporte la victoire aux départementales (union de la droite : 45,07 / union de la gauche 44,03). Les résultats dans le canton de Parthenay donnent Gilbert Favreau et Béatrice Largeau victorieux au second tour avec un peu plus de 55 % des suffrages (55 % des voix commune et 58 % voix canton). C'est cependant la liste d'union de la gauche qui, toujours en 2015, l'emporte aux régionales, avec à sa tête Alain Rousset (42,50 % des suffrages).

### Liste des maires
| Période        | Période                    | Identité                  | Étiquette                  | Qualité |
| -------------- | -------------------------- | ------------------------- | -------------------------- | --- |
| mai 1945       | mai 1953                   | Robert Bigot (1902-1959)  | SFIO                       | Avocat, écrivain et journaliste |
| mai 1953       | septembre 1954 (démission) | Clovis Macouin            | CNIP                       | Secrétaire de mairie, ancien résistant Député des Deux-Sèvres (1928 → 1942 et 1945 → 1951) Conseiller général de Secondigny (1919 → 1940 et 1945 → 1964) Juste parmi les nations                                        |
| septembre 1954 | mars 1965                  | Guy Marchand (1911-1990)  | RI                         | Avoué |
| mars 1965      | novembre 1978 (décès)      | Armand Jubien (1905-1978) | SFIO puis PS               | Ancien directeur de la Caisse d'épargne de Parthenay Conseiller général de Parthenay (1970 → 1978) |
| janvier 1979   | mars 2001                  | Michel Hervé,             | PS                         | Entrepreneur Député européen (1989 → 1994) Député des Deux-Sèvres (1986 → 1988) Conseiller régional de Poitou-Charentes (1986 → 1998) Président du district de Parthenay[réf. nécessaire]                               |
| mars 2001      | mai 2020                   | Xavier Argenton,          | DVD puis NC puis UDI-NC/LC | Avocat Conseiller régional de Poitou-Charentes (2004 → 2014) Conseiller régional de Nouvelle-Aquitaine (2015 → 2021) Président de la CC de Parthenay (2001 → 2013) Président de la CC de Parthenay-Gâtine (2014 → 2020) |
| mai 2020,      | En cours (au 14 mars 2021) | Jean-Michel Prieur        | AC                         | Attaché parlementaire de Jean-Marie Morisset (LR) Président de la CC de Parthenay-Gâtine (2020 → ) Président de l'association Un Toit en Gâtine                                                                         |

## Démographie
L'évolution du nombre d'habitants est connue à travers les recensements de la population effectués dans la commune depuis 1793. Pour les communes de plus de 10 000 habitants les recensements ont lieu chaque année à la suite d'une enquête par sondage auprès d'un échantillon d'adresses représentant 8 % de leurs logements, contrairement aux autres communes qui ont un recensement réel tous les cinq ans,.

En 2022, la commune comptait 10 121 habitants, en évolution de −2,57 % par rapport à 2016 (Deux-Sèvres : +0,18 %, France hors Mayotte : +2,11 %).
| 1793  | 1800  | 1806  | 1821  | 1831  | 1836  | 1841  | 1846  | 1851  |
| ----- | ----- | ----- | ----- | ----- | ----- | ----- | ----- | ----- |
| 2 855 | 3 213 | 3 527 | 4 027 | 4 024 | 4 288 | 4 781 | 4 921 | 5 046 |

| 1856  | 1861  | 1866  | 1872  | 1876  | 1881  | 1886  | 1891  | 1896  |
| ----- | ----- | ----- | ----- | ----- | ----- | ----- | ----- | ----- |
| 4 685 | 5 057 | 4 844 | 4 778 | 5 091 | 6 305 | 6 646 | 7 297 | 6 915 |

| 1901  | 1906  | 1911  | 1921  | 1926  | 1931  | 1936  | 1946  | 1954  |
| ----- | ----- | ----- | ----- | ----- | ----- | ----- | ----- | ----- |
| 7 509 | 7 155 | 7 544 | 6 582 | 6 830 | 7 175 | 7 367 | 7 947 | 8 350 |

| 1962  | 1968   | 1975   | 1982   | 1990   | 1999   | 2006   | 2011   | 2016   |
| ----- | ------ | ------ | ------ | ------ | ------ | ------ | ------ | ------ |
| 9 616 | 11 334 | 12 728 | 11 395 | 10 809 | 10 466 | 10 494 | 10 390 | 10 388 |

| 2021   | 2022   | - | - | - | - | - | - | - |
| ------ | ------ | - | - | - | - | - | - | - |
| 10 058 | 10 121 | - | - | - | - | - | - | - |

L'agglomération de Parthenay, qui comprend les communes du Tallud, Pompaire et Châtillon-sur-Thouet, compte 18 237 habitants en 2008.

## Économie
Sous l’Ancien Régime, la cité a abrité une production artisanale de draps, rue de la Vau-Saint-Jacques. Un ensemble de tanneries s'installe à Parthenay aux XVIIIe et XIXe siècles, notamment dans le quartier Saint-Paul, avant de disparaître au XXe siècle. La filature Blot-Bardet, sur le site de Pompairain, en bordure du Thouet, est le principal établissement industriel du XIXe siècle. De nos jours, l'économie de Parthenay se structure autour de 3 filières ayant une importance locale : l’agroalimentaire (présence d'un important marché aux bestiaux, d'un centre régional d'abattage, de la société des engrais Aubrun...), la métallurgie-mécanique et le service à la personne.
Le Groupe Fayat, leader des centrales d'enrobage, dispose à Parthenay d'une unité de fabrication de charpentes industrielles et de ponts-roulants avec A.D.C. Air Liquide, implanté à Parthenay au travers de Air Liquide Welding est, elle, spécialisée dans les automates de soudage et de découpage des métaux de haute technologie. Cette entreprise dispose notamment des agréments de l'industrie nucléaire.
De plus, ces entreprises, entraînent dans leur sillage une multitude de P.M.E. dynamiques : GUPSOS S.A., M.2.G. S.A. (élaboration d'usines plâtrières clés en main), AT Industrie, MSI.
La tradition marchande médiévale de Parthenay, issue de l'artisanat, des productions locales et de l'élevage, trouve sa transposition moderne avec l'implantation locale de plusieurs grossistes d'ampleur nationale et de centre d'éclatement. Le groupe ARC International irrigue le territoire français dans les arts de la table à partir de ses entrepôts de 40 000 m² environ.
Parthenay demeure ainsi un pôle de transformation et de commercialisation agro-alimentaire important. La SN FAVID est spécialisée dans la fabrication de viandes de volailles et de porc en est l'illustration. La transformation des sous-produits a aussi pris de l'importance que ce soit avec la Société ADAX, spécialisée dans l'alimentation pour les animaux de compagnie, ou le groupe Charal pour le traitement des peaux de bovins.
Mais plus encore, c'est la production des animaux de boucherie de qualité supérieure qui se développe avec l'atelier de découpe des viandes de la SAS Société des Viandes des Eleveurs de Parthenay et l'abattoir bovin de la SAS Société d'Abattage de la Bressandière - Parthenay.
Enfin, les services à la personne, le pôle handicap du territoire, c'est plus de 1 000 équivalent temps plein, une économie en plein développement avec des enjeux forts comme le maintien à domicile. La dernière réalisation en date est le centre Canopée de l'ADAPEI 79. La communauté de communes a ainsi choisi d’inscrire le développement économique dans ses priorités. Il convient de préciser que cette politique économique s’inscrit donc dans des logiques partenariales fortes avec le Pays de Gâtine, le Conseil général des Deux-Sèvres, la Région Poitou-Charentes, l’État, l’Union Européenne, mais aussi avec les autres bassins de vie du nord Deux-Sèvres au travers d’un réseau de ville dynamique et œuvrant pour le développement.
De plus, on peut noter l'implantation de plusieurs entreprises de renom, qui ont choisi de s'implanter à Parthenay dans le passé : la briqueterie Ayrault (ou ERO) aujourd'hui disparue, la société de BTP Esmery (actuellement M'RY), l'ancienne ébénisterie Dargenton, etc. Enfin, il ne faut pas oublier que le premier établissement de M. Panzani se trouvait à Parthenay.
Une annexe de la Chambre de commerce et d'industrie des Deux-Sèvres est installée à Parthenay.

## Structures et équipements culturels et sportifs
La ville dispose d’un musée qui propose des expositions temporaires thématiques et une exposition permanente sur l'histoire de la ville et notamment de faïence de Parthenay, de la maison des cultures du pays, d’un palais des congrès accueillant des concerts, d’une chapelle dit des Cordeliers, accueillant des expositions, et d'un Centre d’interprétation de l’architecture et du patrimoine (ancien maison du patrimoine), proposant des expositions et animations autour du patrimoine de Parthenay-Gâtine. 

### Équipements culturels

#### La maison des cultures du pays
Située au pied de la Porte Saint-Jacques (symbole de la ville) du quartier médiéval, la Maison des Cultures de Pays accueille l'association l'UPCP-Métive (centre de musiques et danses traditionnelles en Poitou-Charentes et Vendée) et le Musée d'art et d'histoire. Cet équipement culturel est aussi un espace consacré aux spectacles vivants pour la création et la diffusion avec deux salles mises à disposition des associations culturelles et des compagnies.

#### La chapelle des Cordeliers
Cette chapelle gothique du XIIIe siècle est depuis 2001 une salle d’exposition destinée à la promotion et à la diffusion des arts plastiques. La majeure partie des esthétiques est représentée en s'appuyant sur des artistes locaux, régionaux ou nationaux. Les expositions ont lieu de fin mars à fin octobre.

#### Le Palais des congrès
Équipement aux multiples fonctions et missions, le Palais des Congrès fait partie des nombreux lieux de diffusion de spectacle vivant de Parthenay. Bâtiment phare de la ville de par son imposante architecture des années 70, le Palais des congrès est situé en plein centre-ville. Ses espaces permettent d’accueillir de nombreuses manifestations telles que des spectacles, colloques, séminaires, cérémonies officielles et assemblées générales. Au-delà de la programmation et de l’accueil d’événements, le Palais des congrès est un lieu de renseignements, soutien et conseils pour les acteurs culturels dans la mise en œuvre de leurs projets. La direction de l’action culturelle est à votre écoute pour l’élaboration de vos éventuelles démarches.Très fréquenté, le Palais des Congrès est aussi un espace d’accueil général, d’informations et d’orientations sur la ville et sur la communauté de communes.

#### L'archipel
Équipement municipal en gestion associative par Aléa Citta, association et compagnie de danse contemporaine.
Ce bâtiment se compose :
- d'un studio de danse pour la pratique amateur et professionnelle ;
- d'une salle de chant (ancien tribunal révolutionnaire) ;
- de bureaux administratifs pour les associations culturelles et d'une salle de réunion.

#### Diff'Art
Équipement municipal mis à disposition principalement de l'association Diff'art et des associations locales. Cette salle est destinée en particulier à la diffusion et à la promotion des musiques actuelles.
Elle se compose :
- d'une salle de concert de 455 places ;
- d'un studio de répétition pour les groupes amateurs et les élèves de la Rock School.

La salle de spectacle est aussi un lieu de résidence pour les groupes professionnels ou en voie de professionnalisation. Étant donné la fréquentation accrue de la salle et le nombre croissant d'élèves de la Rock School, des studios de répétition supplémentaires ont été construits afin de répondre à la demande des usagers.

### Équipements sportifs
Une quarantaine d'activités sportives, encadrées par une soixantaine d'associations, constituent le tissu sportif de Parthenay.

#### Les salles de sport
- Salle Des Grippeaux
- Salle Mendes-France
- Salle École Normale
- Salle d'escrime
- Salle Tennis-Squash
- Salle Paul-Coutant
- Salle Gym-Petit

#### Les stades
- Parc des Sports l'Enjeu
- Stade Eugène-Brisset
- Stade des Grippeaux
- Stade Marc-Mulac
- Stade des Loges

#### Autres équipements
- Boulodrome de Bellevue
- Terrain de Moto-Cross
- Skate Park
- Espace Loisirs Détente
- Piscine (gatineo)

## Ville numérique
(juillet 2021).
La municipalité de Parthenay a été pionnière dans le déploiement des nouvelles technologies de l'information et de la communication (Ville numérique). Un projet Ville numérisée avait pour objectif l’appropriation par les citoyens des NTIC et le développement de services publics en ligne.
En 1996, la ville est sélectionnée pour participer aux programmes pilotes européens Mind et Metasa (le projet Imagine prendra le relais en 1998). Le district de Parthenay devient son propre fournisseur d’accès : les acteurs locaux voient leurs premiers sites Internet hébergés gratuitement. La ville crée un site internet : l’Intownet. Un serveur de messagerie expérimental est installé pour les citoyens : le BBS (Bulletin Board System). Chaque citoyen dispose d’une adresse de messagerie hébergée par la collectivité.
Pour faciliter l’apprentissage de ces nouvelles technologies, un premier « espace numérisé » (ordinateurs accessibles gratuitement) avec des ateliers de formation est créé. D'autres espaces ouvriront ensuite sur le territoire du district. Une opération « 1 000 micros » (achat groupé par la ville de 1 000 ordinateurs afin d’en abaisser le coût d’achat pour les citoyens et acteurs locaux) est lancée en 1997. Les établissements scolaires sont progressivement équipés. Des partenariats sont noués avec des industriels, notamment Microsoft.
La ville a organisé ou participé à de nombreuses manifestations d’études ou de promotion des NTIC (Declic, Netday, rencontres Démocratie et réseaux multimédia, Devnet, etc.). Des chercheurs en sciences sociales se sont intéressés à l’expérience parthenaisienne. La démarche de la municipalité de l’époque était en effet très liée au concept de « démocratie participative ». Les premiers services interactifs (formulaire de demande d’état-civil, par exemple) sont alors proposés aux citoyens.
Les nouveaux projets, plus modestes, initiés en partenariat avec l’État (en l’occurrence, l’Agence pour le développement de l’administration électronique puis la Direction générale de la modernisation de l’État), concernent le développement de l’administration électronique et des téléprocédures (projets Carte de vie quotidienne, Hélios, Actes-Contrôle de légalité électronique, Adeline, etc.).
Héritage de cette dizaine d'années d’immersion dans les NTIC, la ville dispose d’un portail internet et a reçu la première en 2001 le label Ville Internet @@@@@, soit la récompense maximale reconnue en France en termes de densité de services en ligne,.

## Médias
- Deux rédactions de presse écrite régionale : le Courrier de l'Ouest et La Nouvelle République du Centre-Ouest.
- Une radio locale : Radio Gatine 88.6.

## Tourisme

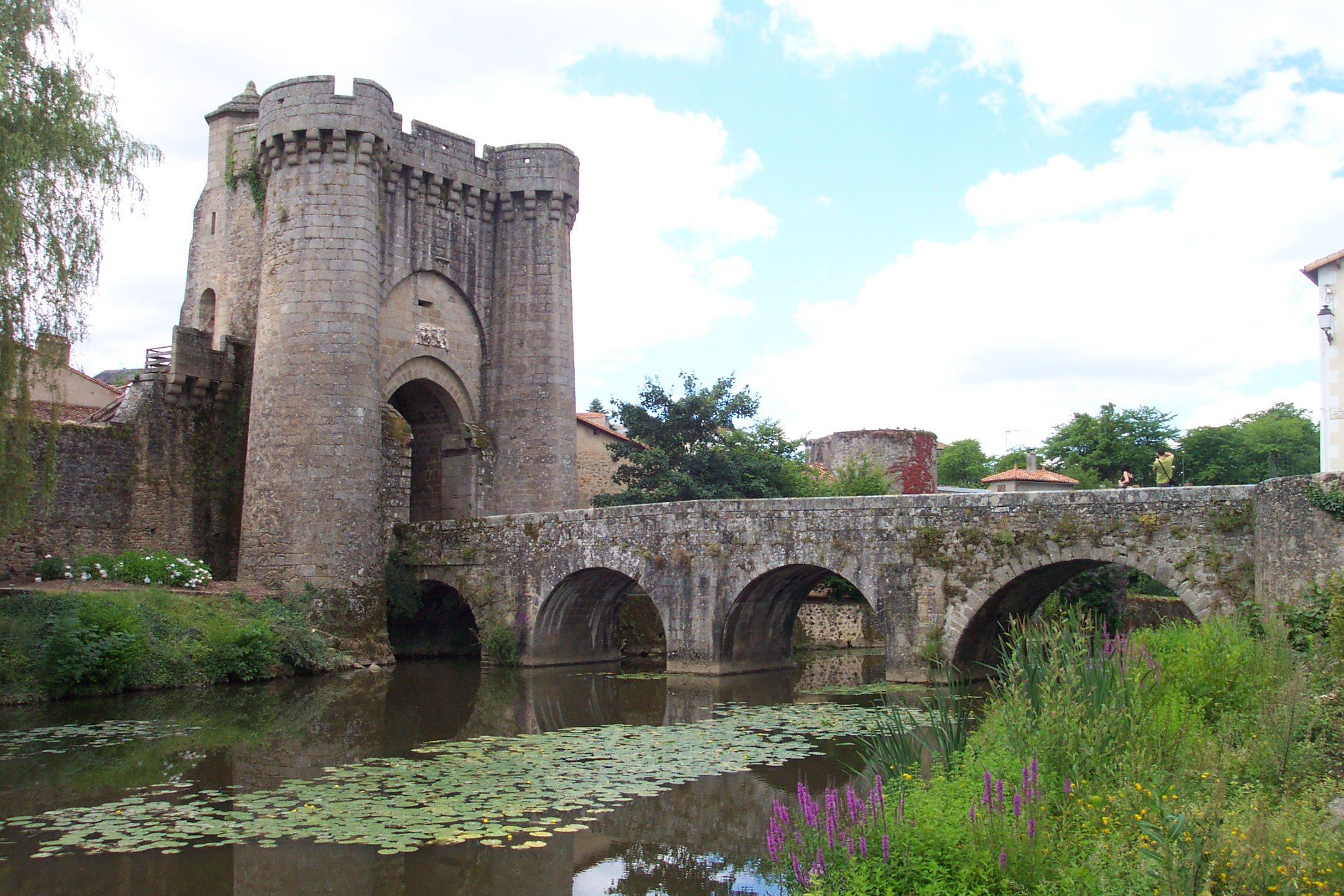
Le pont fortifié Saint-Jacques.

### Lieux et monuments
Le pays de Parthenay est classé pays d'art et d'histoire.
Parthenay possède encore des restes de son vieux château. Sont encore visibles : la tour de la Poudrière, la tour d'Harcourt, la bastille de Richemont et le boulevard d’artillerie.
Il reste encore de nombreux vestiges de l'enceinte médiévale (parties nord et ouest). L’enceinte, construite en granit, était double au Moyen Âge à l’ouest et à l’est de la ville (on a même parlé de « Carcassonne de l'Ouest »). Les dimensions de l’enceinte varient considérablement selon les secteurs : 0,80 m à l’ouest, entre 2,2 et 3 m au nord et à l’est, et jusqu’à 6 m pour le boulevard d'artillerie, au nord-est. L’ensemble était flanqué de trente tours semi-circulaires. L’une d’elles, rue Niquet, a une forme d’amande.
La ville possédait quatre portes : Souvaing au sud, du Marchioux au sud-est, du Bourg-Belais à l’est et, élément le plus remarquable et symbole de la cité, le pont fortifié « porte Saint-Jacques », au nord. Celle-ci est construite au XIIe siècle avec l’enceinte originale. Elle est renforcée dans la première moitié du XIVe siècle, au début de la guerre de Cent Ans<. Son apparence est bouleversée par l’ajout, au début du XVIe siècle, des deux tours en amande. À la même époque, la salle intérieure est refaite, les armoiries des financeurs de la réfection sont sculptées sur la porte. Cette campagne de construction est justifiée par la volonté des financeurs d’afficher leur puissance. Enfin, le couronnement et l’ouverture sont refaits au XIXe siècle. Les portes Marchioux et du Bourg-Belais étaient plus simples et défendues par une bastille. Il existait en outre 17 poternes. Une autre porte dite « de la Citadelle », est elle aussi défendue par un châtelet ; elle porte l'Horloge de la ville.
Le quartier de la Citadelle possédait son enceinte particulière et renfermait les bâtiments essentiels de la ville : halles et églises principales, à proximité du château.
On compte à Parthenay de nombreuses églises paroissiales : Sainte-Croix et Saint-Laurent (encore en activité), Saint-Jacques, Saint-Paul, Saint-Pierre de Parthenay-le-Vieux et Notre-Dame-de-la-Couldre (transformées, désaffectées), Saint-Sépulcre et Saint-Jean (disparues). On peut citer aussi les chapelles du Rosaire et de l'ancien couvent des Cordeliers, ainsi que sur la commune voisine de Châtillon-sur-Thouet, l'église Sainte-Catherine de la Maison-Dieu.
L'église Notre-Dame-de-la-Couldre possède un portail roman particulièrement remarquable.
La rue de la Vau-Saint-Jacques présente encore un ensemble de maisons à pans de bois, de style médiéval. Plusieurs animations de l'Association de sauvegarde du quartier de la Vau-Saint-Jacques mettent en valeur ce patrimoine : « De caves en jardins » (lors des Journées du Patrimoine), le marché médiéval, etc.
Parthenay dispose également de la Maison des Cultures de Pays, près de la porte Saint-Jacques. On y trouve l'association UPCP (« Union pour la culture populaire en Poitou-Charentes-Vendée »)-Métive qui promeut les chants, musiques et danses traditionnelles de la région (organisation du festival De bouche à oreille). Elle s'occupe aussi de recueillir toute la tradition orale des pays de l'Ouest grâce au CERDO (Centre d'études, de recherches et de documentation sur l'oralité), dans une perspective de conservation du patrimoine ethnologique. La Maison des Cultures de Pays abrite aussi le musée municipal Georges-Turpin (collection de faïences « de Parthenay », maquettes de la ville, etc.).
Panzani a été créée à l'origine dans un entrepôt face à la gare de Parthenay par Jean Panzani (1911-2003) et sa femme.

#### Le Centre d’Interprétation de l’Architecture et du Patrimoine
Le CIAP est un espace destiné à la sensibilisation, l'information et la formation des publics à l'histoire de la constitution du territoire urbain et paysager, et aux enjeux de l'évolution architecturale, urbaine et paysagère. Le CIAP est une bonne façon de découvrir le Pays d’art et d’histoire. Situé dans la Maison du patrimoine, une ancienne minoterie industrielle installée au bord du Thouet, au pied du château des seigneurs de Parthenay, il permet de découvrir au travers d’une exposition permanente l’histoire du territoire, et d’explorer ses richesses patrimoniales et architecturales.
Un espace pédagogique permet aux enfants de se familiariser avec le patrimoine en manipulant des maquettes de voûte et des jeux ludiques. Des expositions temporaires sont régulièrement proposées et abordent des thématiques variées, comme le chemin de fer ou le pèlerinage de Compostelle.

## Festivals

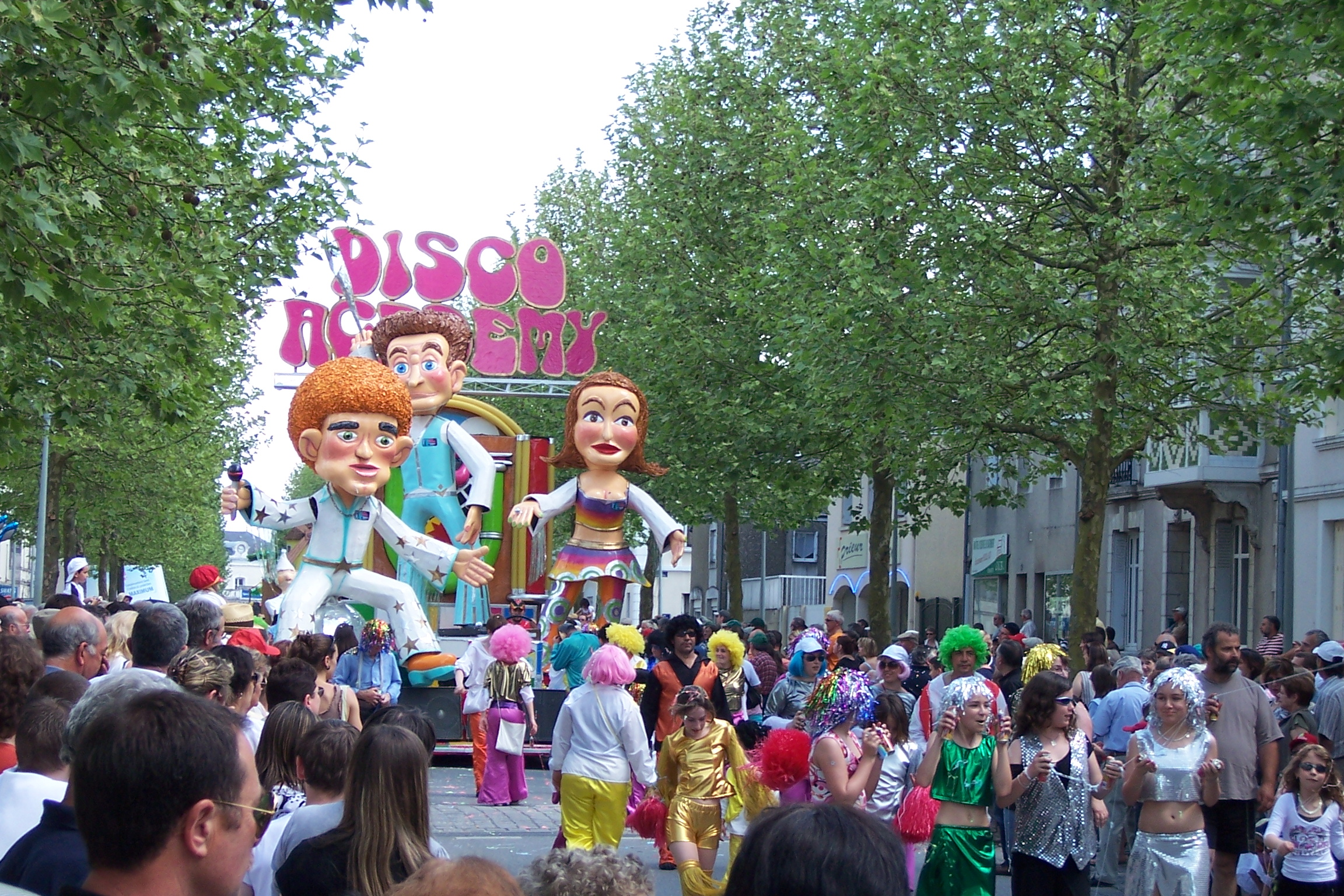
Cavalcade de la Pentecôte.

- Festival « De bouche à oreille » organisé en août depuis 1987 par UPCP-Métive[63],[64] (nouvelles musiques traditionnelles).
- Festival des Jeux (aussi appelé FLIP pour Festival Ludique International de Parthenay).
- Festival « Ah? dans la rue » organisé par l'association Ah? (théâtre et théâtre de rue).

Autre événement populaire : les « Fêtes de Pentecôte », avec la « Cavalcade » et la « Foire-exposition ».
La ville possède quelques équipements culturels : la médiathèque, l'École d'arts plastiques (avec un espace culture multimédia), l’école de musique Georges-Migot, le Palais des congrès (avec une salle de théâtre), la maison du Patrimoine (salle d'exposition du patrimoine ; archives municipales), l'espace public numérisé Armand-Jubien (ordinateurs en accès libre, centre de formation informatique des citoyens), le logis Férolle, et la salle Diff’art : lieu municipal de 450 places consacré aux musiques actuelles et géré actuellement par l'association Trastaroots. Inaugurée en 1988, elle a su s'imposer dans le paysage culturel régional, de nombreux artistes de renommée nationale et/ou internationale s'y sont produits.

### Festival des Jeux
En ce qui concerne aussi les animations culturelles, Parthenay accueille le FLIP (Festival ludique international de Parthenay), appelé également plus simplement le Festival des Jeux. Ce festival dure douze jours en plein air en été, d'un mercredi au dimanche, une semaine et demie plus tard, et deux jours en week-end en espace couvert à la fin novembre.

## Culture populaire
La Belle Fille de Parthenay est une chanson populaire de l'Ouest de la France, datant au moins du XVIe siècle.

## Jumelages
- Manakara (Madagascar) depuis 1962
- Weinstadt (Allemagne) depuis 1980
- Arnedo (Espagne) depuis 1991
- Abrantes (Portugal) depuis 1993
- Tsévié (Togo) depuis 1990
- Tipperary (Irlande) depuis 1994
- Edmundston (Canada) depuis le 31 juillet 1993

## Culture locale et patrimoine

### Lieux et monuments
- Église Notre-Dame-de-la-Couldre. Les façades Ouest et Sud, y compris les deux portails, l'abside principale et absidiole contiguë au sud ont été classées au titre des monuments historiques en 1862[67].
- Église Saint-Laurent de Parthenay. L'édifice a été classé au titre des monuments historiques en 1862[68].
- Église Saint-Paul de Parthenay. La façade a été classée au titre des monuments historiques en 1923[69].
- Église Sainte-Croix de Parthenay. L'édifice a été classé au titre des monuments historiques en 1994[70].
- Église Saint-Pierre de Parthenay-le-Vieux. L'édifice a été classé au titre des monuments historiques en 1846[71].
- Église Saint-Jacques de Parthenay. L'édifice a été inscrit au titre des monuments historiques en 1992[72].

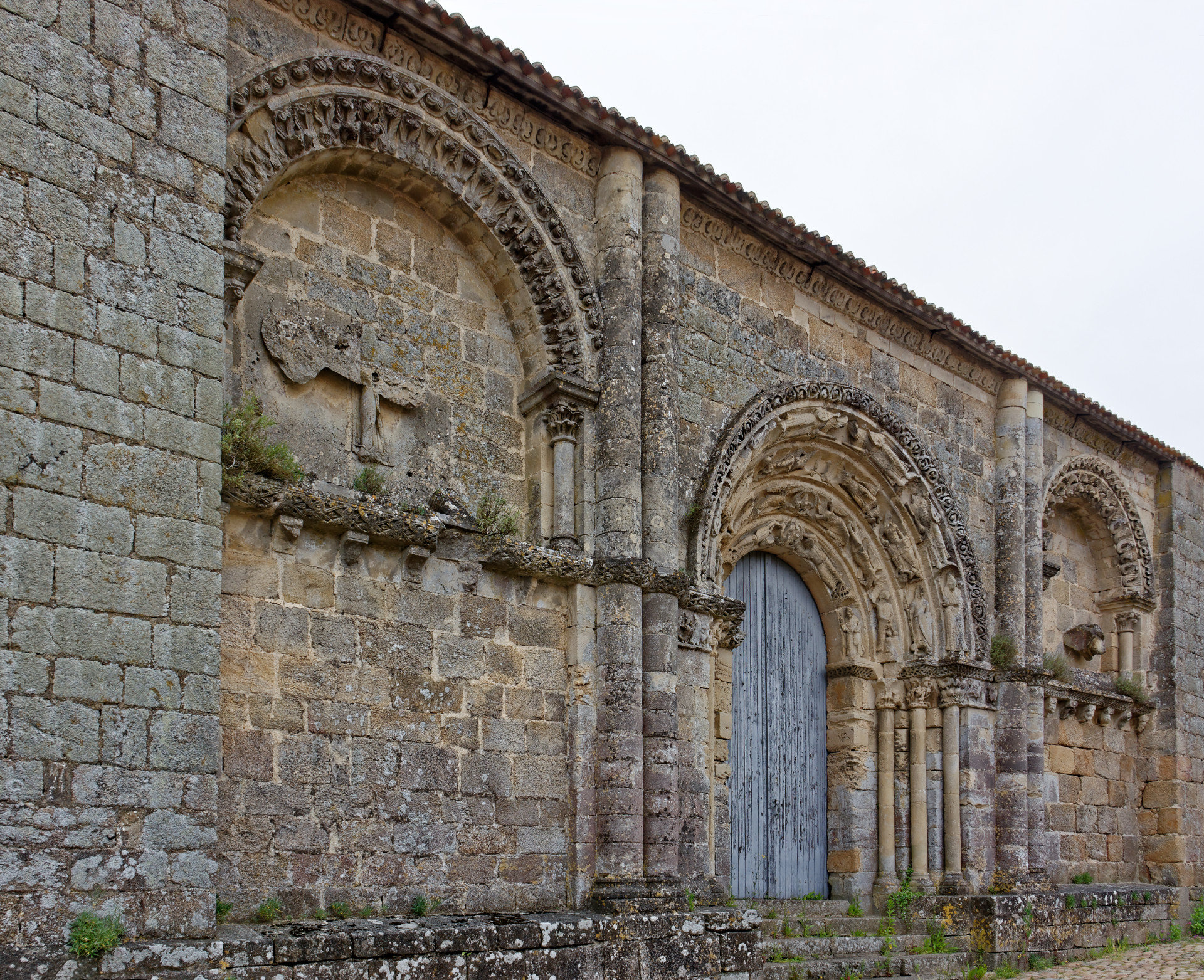
Église Notre-Dame-de-la-Couldre.
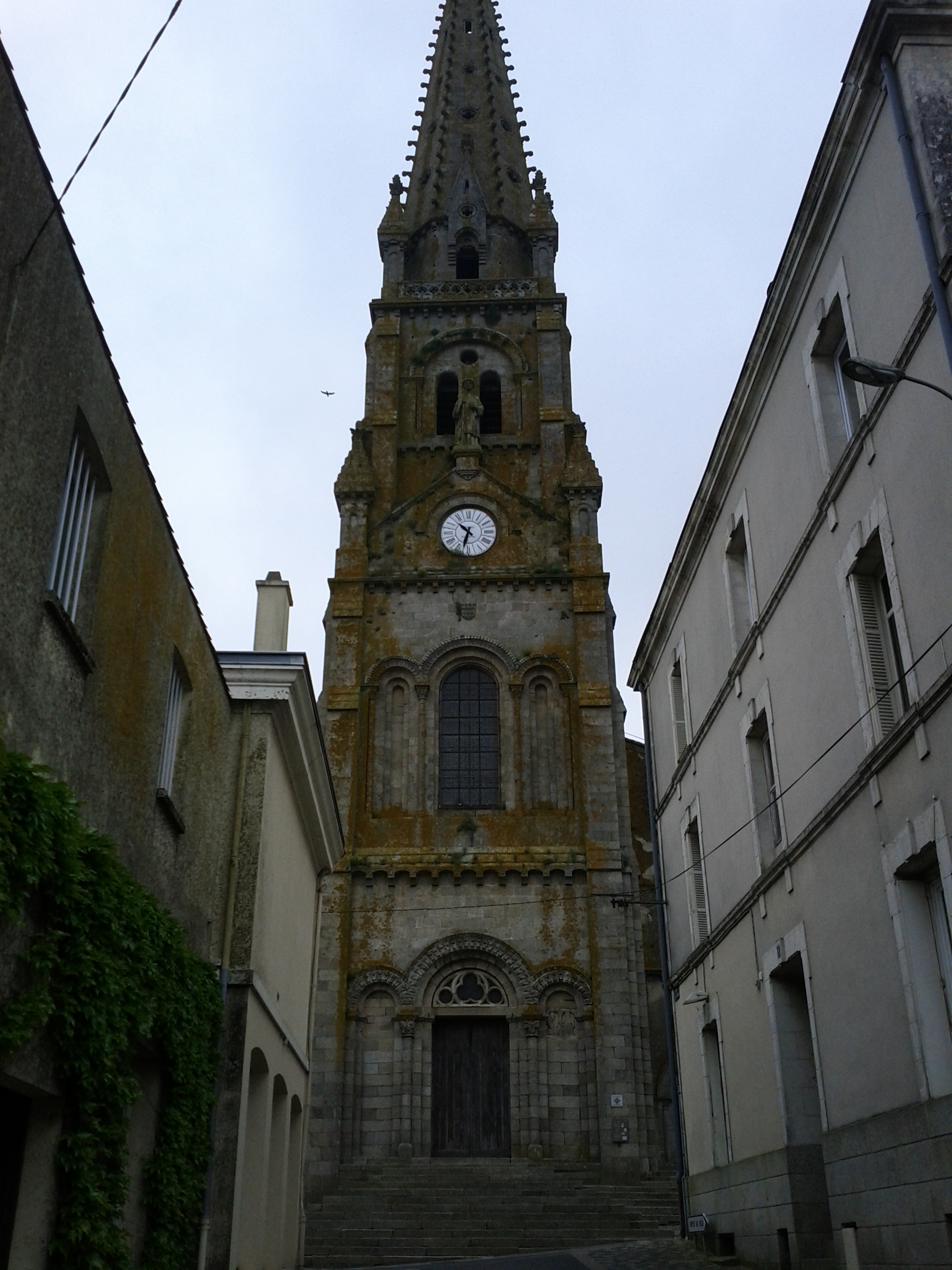
Église Saint-Laurent de Parthenay.
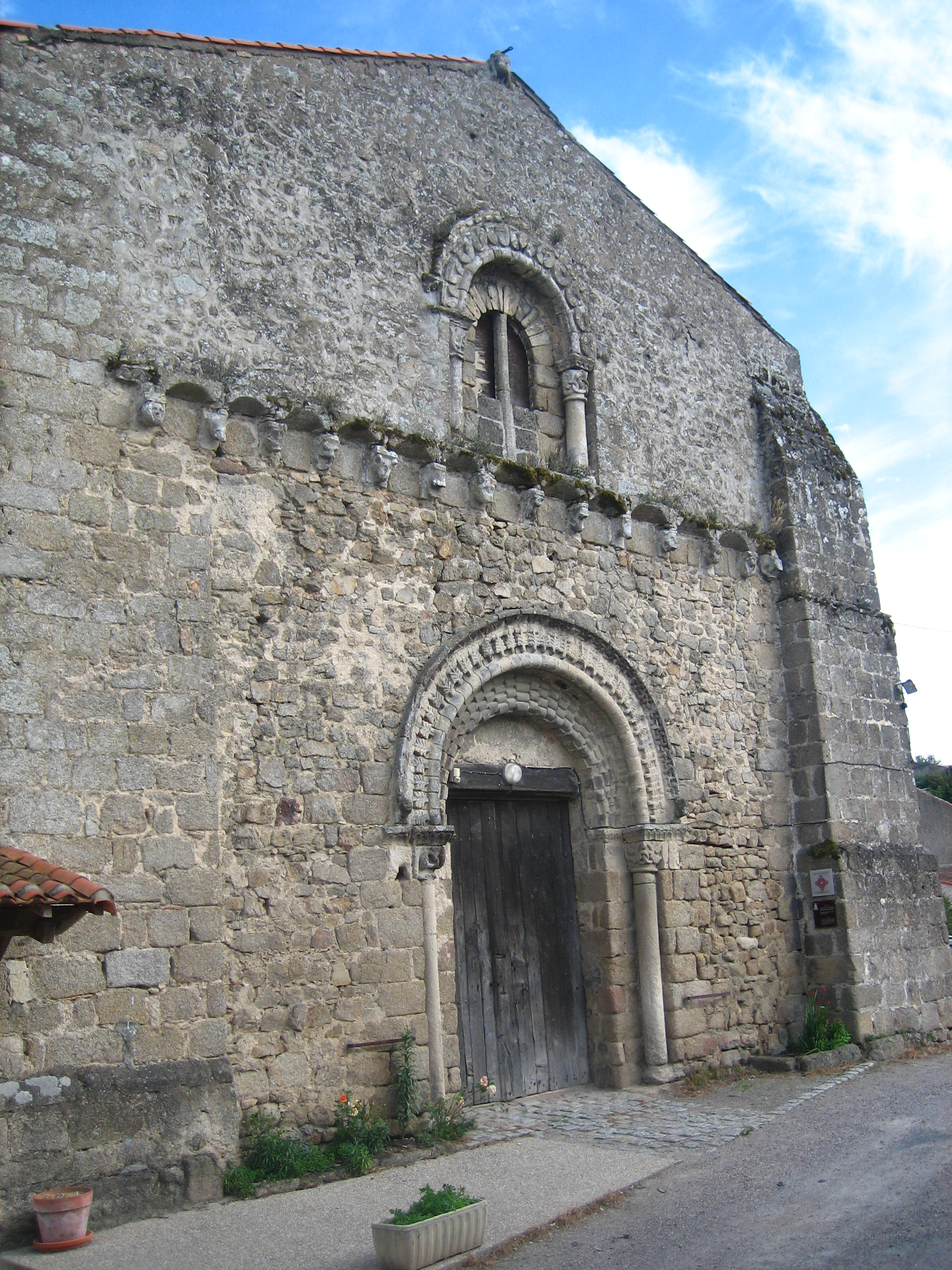
Façade de l'église Saint-Paul de Parthenay.
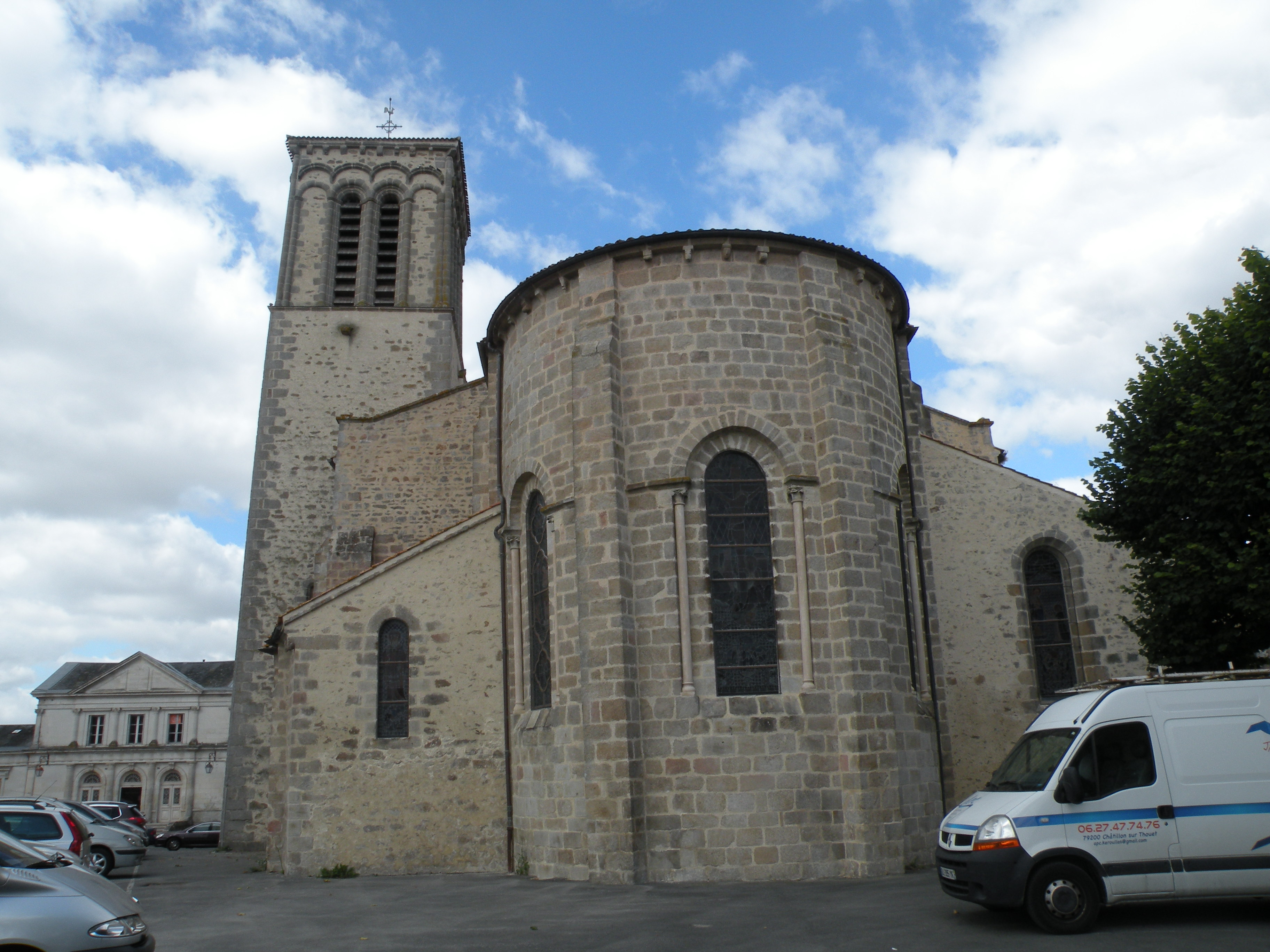
Église Sainte-Croix de Parthenay.
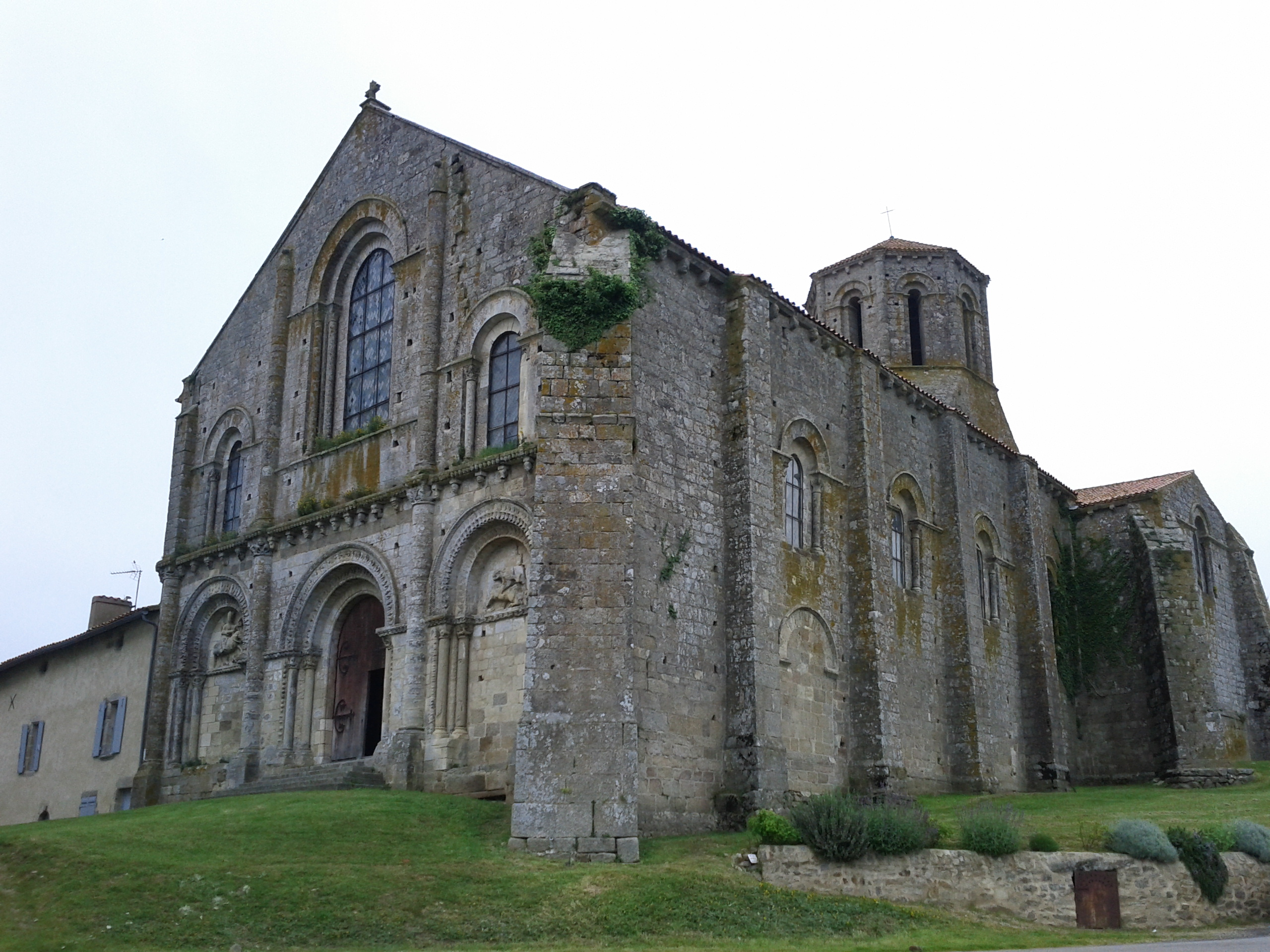
Église Saint-Pierre de Parthenay-le-Vieux.
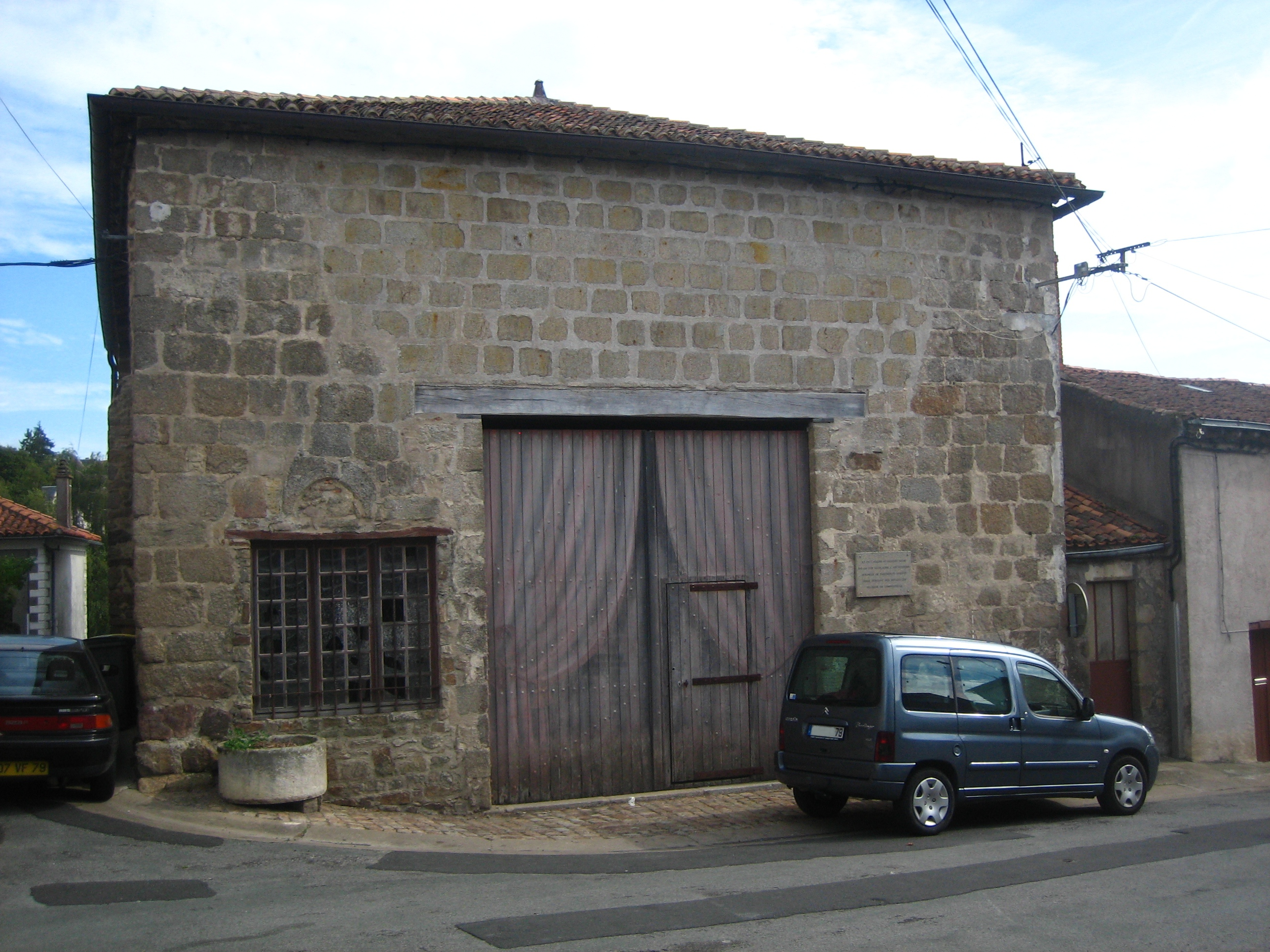
Église Saint-Jacques de Parthenay.

### Héraldique
| Blason | Blasonnement : Burelé d'argent et d'azur, à la bande de gueules brochant sur le tout Commentaires : Ces armes étaient celles des seigneurs de Parthenay. |

### Personnalités liées à la commune
- Arthur III, duc de Bretagne.
- Jean de Parthenay (mort en 1488, à la bataille de Saint-Aubin du Cormier).
- Aimery Picaud, moine du XIIe siècle, auteur du Guide du Pèlerin, ouvrage de référence du pèlerinage de Saint-Jacques-de-Compostelle.
- Louis Hyacinthe Le Feron (1765-1799), général des armées de la République, né dans la commune, décédé à Fenestrelle (Italie).
- Ernest Pérochon, écrivain.
- Nelzir Allard (1798-1877), général et homme politique, député des Deux-Sèvres de 1837 à 1848.
- Jacques Paul Taudière (1834-1915), homme politique né et décédé à Parthenay, député des Deux-Sèvres de 1889 à 1893.
- Louis Aguillon (1851-1928), homme politique, maire de Parthenay de 1896 à 1913 et de 1919 à 1928, sénateur des Deux-Sèvres de 1903 à 1920.
- Henry Taudière (1860-1914), homme politique né et décédé à Parthenay, député des Deux-Sèvres de 1913 à 1914.
- Max-Albert Decrouez (1878-1943), peintre mort à Parthenay.
- Hilaire Ochier (1879-1960), avocat, puis avoué à Parthenay ; propriétaire de la commanderie de Saint-Rémy à Verruyes qu'il fait restaurer, puis classer à l'Inventaire Supplémentaire des Monuments Historiques en 1927. Il s'intéresse au vieux Parthenay et fait ensuite classer la rue de la Vau-Saint-Jacques. Archéologue distingué, il a écrit de nombreux articles sur certains monuments du Poitou. Président à partir de 1942 de la Société historique et archéologique : Les amis des Antiquités de Parthenay. Officier des Palmes académiques.
- Georges Maurice (1882-1916), professeur et poète, il figure au Panthéon parmi les 560 écrivains morts pour la France.
- Charles Compodonico (1888-1916), professeur et poète, il figure au Panthéon parmi les 560 écrivains morts pour la France.
- Georges Migot (1891-1976), compositeur et peintre.
- André Ombredane (1898-1958), médecin et psychologue français.
- André Patou (1910-2006), amiral, Compagnon de la Libération[73].
- Giovanni Ubaldo Panzani, dit Jean Panzani (1911-2003). Fonde en 1946 l'entreprise de pâtes alimentaires Panzani[74].
- Michel Hervé (né en 1945), député.
- Sophie Le Saint (née en 1968), journaliste.
- Jérôme Rouger (né en 1970), auteur, comédien et metteur en scène.
- Tanxxx (née en 1976), auteure de bande-dessinées.
- Arnaud Tiercelin (né en 1981), auteur de littérature de jeunesse.
- Marie Baraton (née en 1989), chanteuse française.